# Jaromír Vejvoda

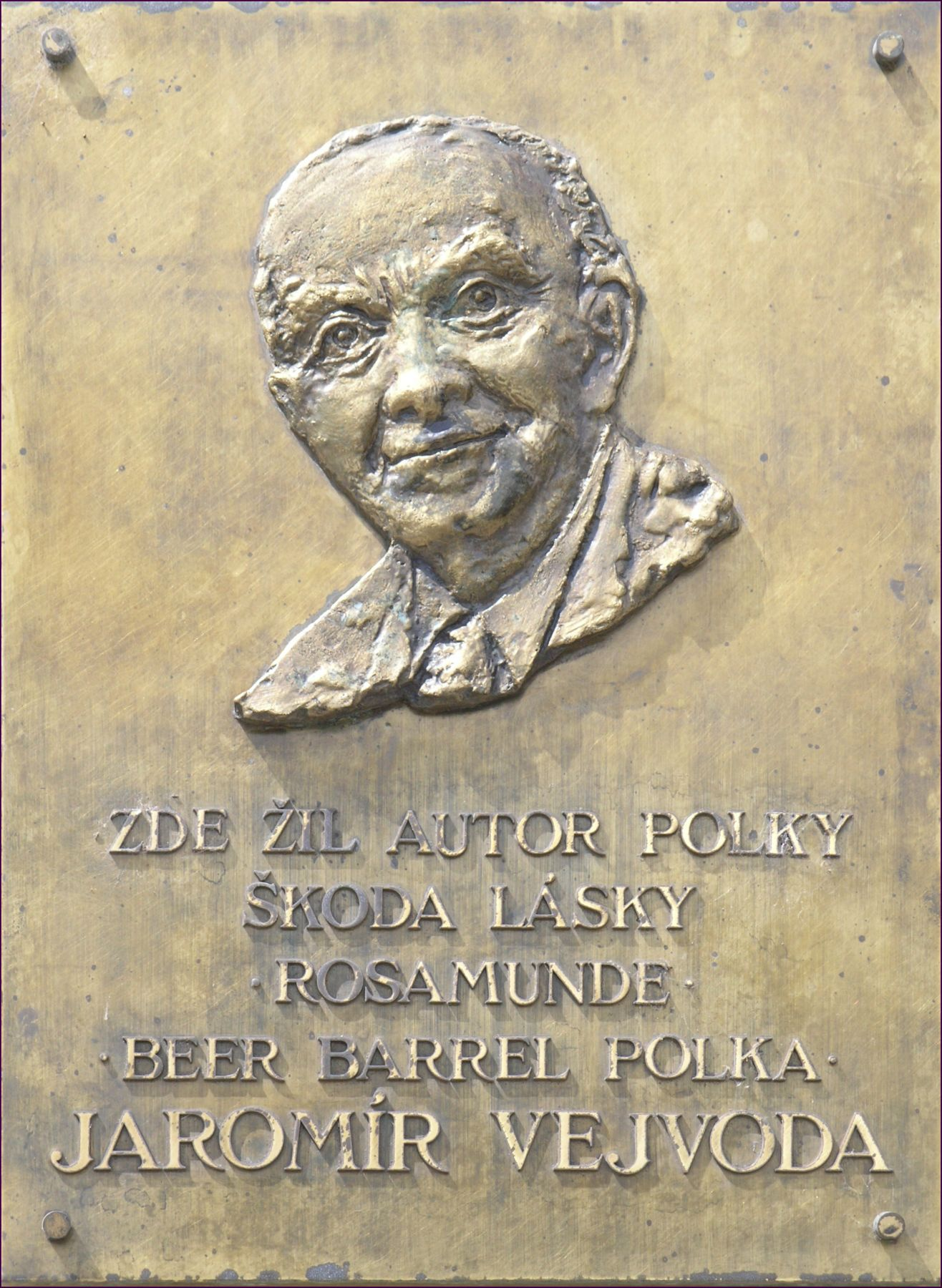
Gedenktafel für Jaromír Vejvoda im Prager Stadtteil Zbraslav

Jaromír Vejvoda (* 28. März 1902 in Zbraslav; † 13. November 1988 ebenda) war ein tschechischer Komponist. Weltbekannt wurde er durch seine Polka Rosamunde (original: Škoda lásky).

## Leben
Vejvoda setzte die musikalische Tradition seiner Familie fort. Im Alter von 6 Jahren lernte er Violine spielen, mit 14 Jahren beherrschte er das Flügelhorn. Im darauffolgenden Jahr wurde er Mitglied in der Musikkapelle seines Vaters, deren Leitung er nach seinem Militärdienst selbst übernahm. Er lebte in Teplitz, zuletzt in Prag. Vejvoda hat drei Söhne, Jaromír, Jiří und Josef. Alle drei begannen mit Musik, doch letztlich trat nur Josef in die Fußstapfen seines Vaters. Seine Enkelin Zuzana Vejvodová ist Schauspielerin.

## Werke
Er schrieb 82 Kompositionen, darunter 1927 seine bekannteste, die Polka Škoda lásky (deutsch: Schade um die Liebe). Erst 1932 entstand der tschechische Text und 1934 von Klaus S. Richter die deutsche Variante Rosamunde, die zu einem internationalen Evergreen geworden ist. Andere (Auszug):
- Alles geht einmal zu Ende (Ty to víš)
- Amsel Polka (Černý kos)
- Blaue Augen (Polka modrých očí)
- In deinen Armen (Zbraslavská)
- Liebling, ich hab Dich tanzen seh´n (Hrajte, já ráda tancuju)
- Prager Festpolka (Muziko, muziko česká)
- Zwei Schwestern (Die blonde Luise) (Kvetou máky v poli)